# Seattle City Hall

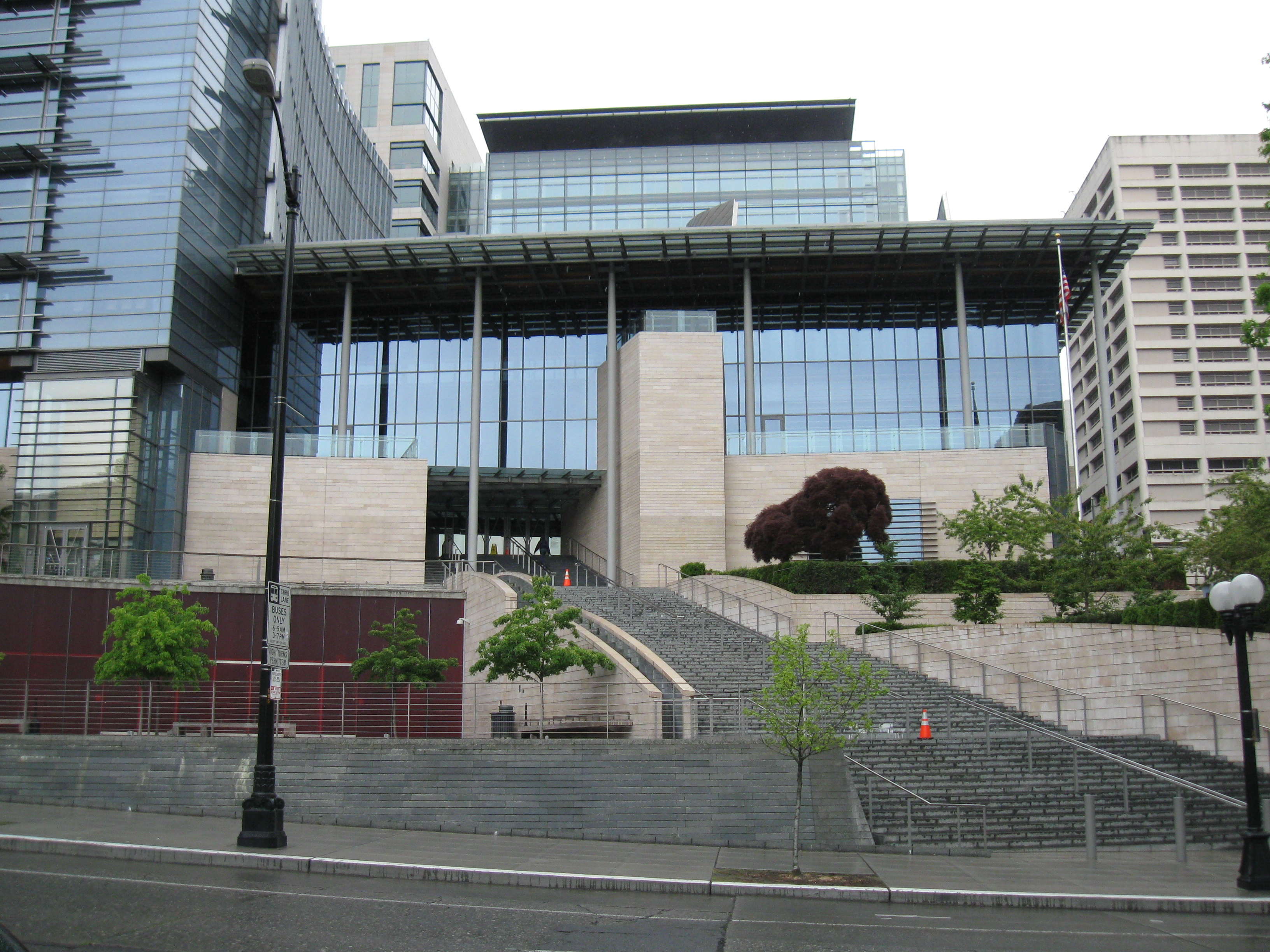
Seattle City Hall

Die Seattle City Hall ist das Rathaus von Seattle in Washington. Das von 2003 bis 2005 von den Architekturbüros Bohlin Cywinski Jackson und Bassetti Architects in postmodernem Stil erbaute siebenstöckige Gebäude steht in Downtown Seattle. Die Baukosten betrugen 72 Millionen US-Dollar. Von der Leadership in Energy and Environmental Design (LEED) wurde es auf der Qualitätsstufe Gold für ökologisches Bauen eingeordnet. Mit den angrenzenden Seattle Municipal Tower, Seattle Justice Center und weiteren Gebäuden bildet die Seattle City Hall den Seattle Civic Center-Komplex. 